# Generali Ladies Linz 1996 - Doppio
Il doppio del Generali Ladies Linz 1996 è stato un torneo di tennis facente parte del WTA Tour 1996.
Meredith McGrath e Nathalie Tauziat erano le detentrici del titolo, ma solo la McGrath ha partecipato in coppia con Manon Bollegraf.
La Bollegraf e la McGrath hanno battuto in finale 6–4, 6–4 Rennae Stubbs e Helena Suková.

## Teste di serie
1. Manon Bollegraf /  Meredith McGrath (campionesse)
2. Rennae Stubbs /  Helena Suková (finale)
3. Els Callens /  Laurence Courtois (semifinali)
4. Alexandra Fusai /  Karin Kschwendt (primo turno)

## Tabellone

### Legenda
| - Q = Qualificato - WC = Wild card - LL = Lucky loser | - ALT = Alternate - SE = Special Exempt - PR = Protected Ranking | - w/o = Walkover - r = Ritirato - d = Squalificato |